# Hypsugo arabicus
Hypsugo arabicus és una espècie de ratpenat de la família Vespertilionidae endèmica d'Oman i l'Iran. Aquesta espècie és coneguda només des de les muntanyes del nord-est d'Oman, península aràbiga; i de l'Iran, on es van registrar 12 individus de la província de Balutxistan, l'any 2002 (Benda et al., 2002). Es tracta d'una espècie terrestre. Habita sobre els estanys per descansar de forma periòdica, envoltat pel desert de les terres baixes i hàbitats semidesèrtics (ca. 130 m snm). De la mateixa manera que en altres espècies de clade eptesicini-pipistrellini, P. arabicus és un caçador ambulant aeri: com s'ha demostrat l'anàlisi de la dieta, l'espècie és insectívora. No hi ha amenaces conegudes per a la supervivència d'aquesta espècie, però la investigació és necessària per determinar la mida de la població, la distribució, les tendències i les amenaces o les mesures de conservació necessàries.